# Economie van het Westland

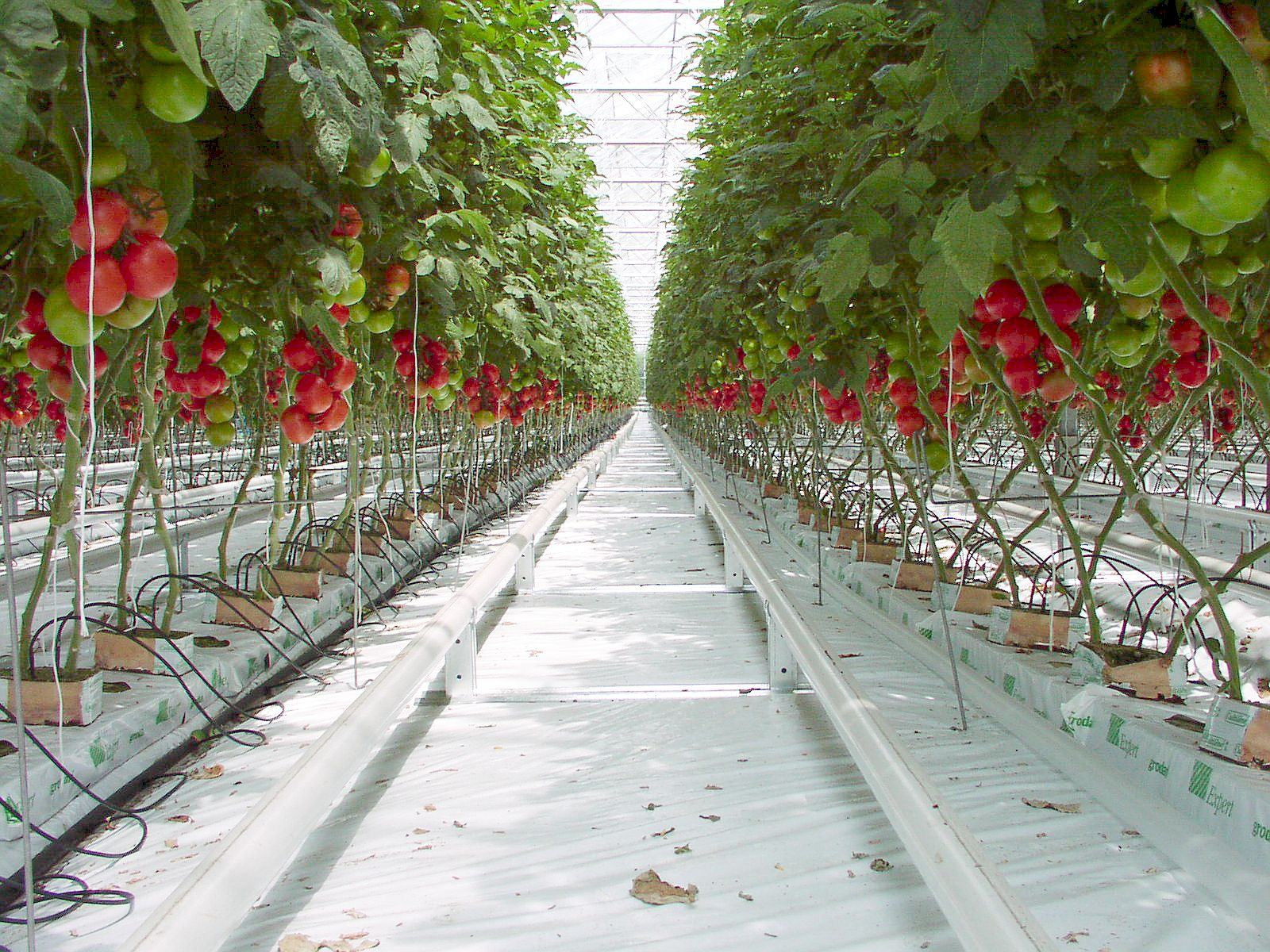
Tomatenteelt, de tuinbouwsector is veruit de belangrijkste sector in de regio.

Het Westland is een regio in Zuid-Holland tussen de grote steden Den Haag, Rotterdam en Delft. Dit artikel heeft betrekking op de gemeenten Westland én Midden-Delfland die beide in de regio gelegen zijn. De economie van het Westland bestaat voornamelijk uit tuinbouwbedrijven en midden- en kleinbedrijven in het algemeen. Bij deze tuinbouw kan een onderscheid worden gemaakt tussen enerzijds groente- en fruitteelt en anderzijds bloementeelt. Daarnaast is de regio door onder meer Floraholland belangrijk voor de distributie en verwerking van (tuinbouw)producten. De recreatie-, zorg- en onderwijssectoren zijn relatief kleinschalig en regionaal gericht. Ook de dienstensector is in het Westland klein vergeleken met de rest van Nederland. De bruto toegevoegde waarde van de regio bedroeg in 2007 € 3 miljard, wat neerkomt op 2,5% van de economie van Zuid-Holland.

## Ontwikkeling Westlandse economie

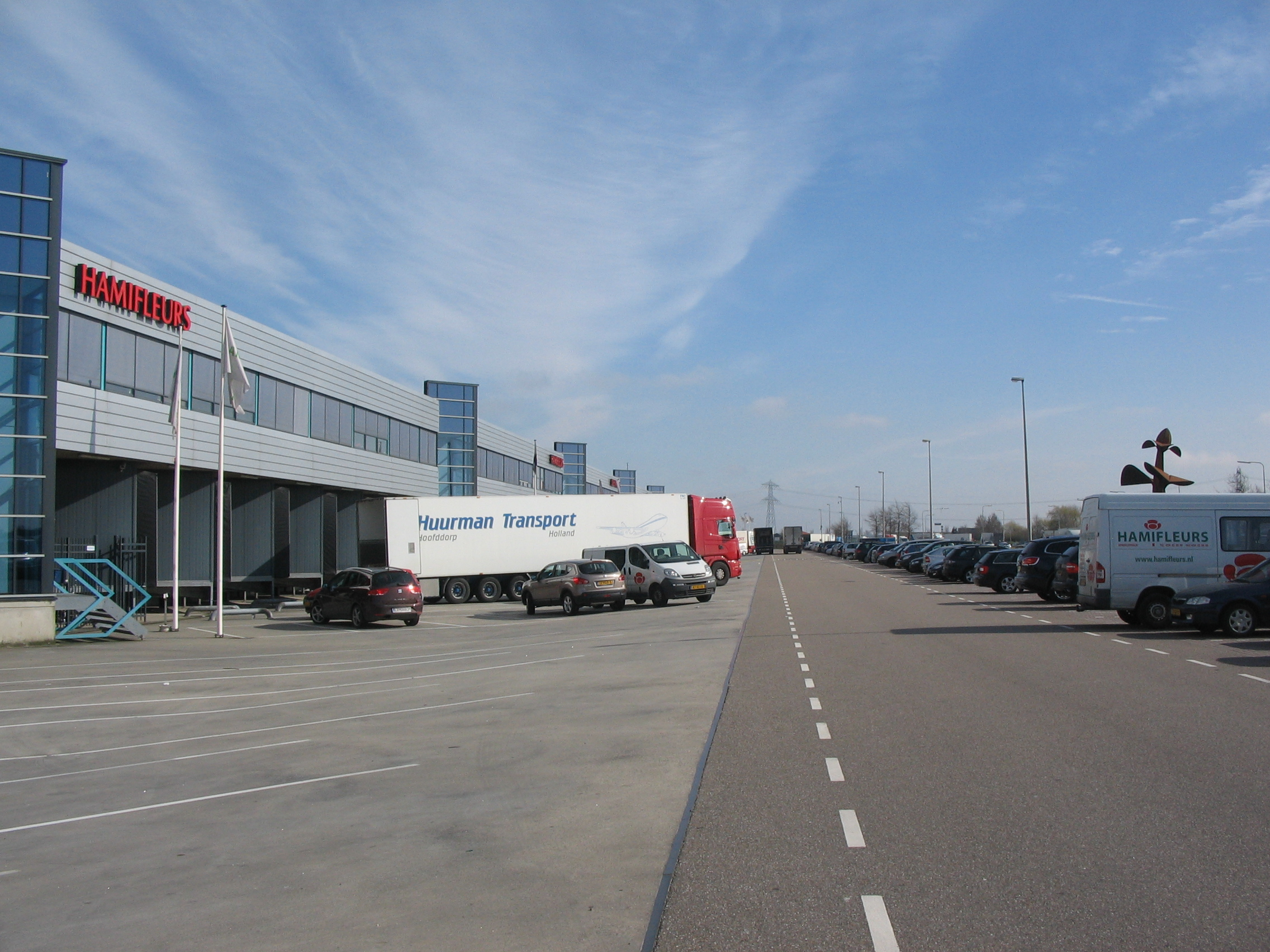
Bedrijventerrein Trade Parc Westland waar handelsbedrijven gevestigd zijn die bloemen verhandelen.

De bruto toegevoegde waarde van de regio bedroeg in 2007 € 3 miljard, wat neerkomt op 2,5% van de economie van Zuid-Holland. Daarmee heeft het een hoge ruimtelijk-economische dichtheid. Doordat er vanuit het Westland veel wordt geëxporteerd kan de regio gezien worden als een van de stuwende krachten van de Nederlandse economie.
Het werkloosheidscijfer in 2007 in de regio was 3,5% (Nederland: 5%) en de werkgelegenheid was vanaf het jaar 1996 met 25% gestegen (Nederland: 20%). Van de beroepsbevolking in het Westland was 30,8% laag opgeleid (Nederland: 24,1%), 44,2% middelbaar opgeleid (Nederland: 44,5%) en 25,0% was hoog opgeleid (Nederland 31,3%). De arbeidsparticipatie is in het Westland 70% (Nederland: 64,5%) en is daarmee een belangrijke oorzaak van het hoge welvaartsniveau. Een Westlands inkomen in 2004 bedroeg gemiddeld €18.300 per persoon en landelijk was dit ongeveer €17.800. Dit verschil is opmerkelijk door het lage opleidingsniveau van de Westlandse beroepsbevolking.
De economie bestaat voornamelijk uit tuinbouwbedrijven en midden- en kleinbedrijven in het algemeen. Daarnaast is de regio door onder meer Floraholland belangrijk voor de distributie en verwerking van (tuinbouw)producten. De recreatie-, zorg- en onderwijssectoren zijn relatief kleinschalig en regionaal gericht. Ook de dienstensector is in het Westland klein vergeleken met de rest van Nederland, ondanks de grote groei, wat meer dan 60% bedroeg gedurende het laatste decennium.
De oppervlakte van bedrijventerreinen is de laatste jaren gegroeid tot van 400 ha in 1996 tot 650 hectare in 2007. Tegenover deze groei van bedrijventerreinen, daalt de oppervlakte glastuinbouwbedrijven. Waar dit in 1996 nog 3250 hectare was, is dit tot het jaar 2007 gedaald tot ongeveer 2.750 hectare.
Het Westland beschikt over voldoende bedrijfsruimte, waardoor bedrijven kunnen groeien en/of zich kunnen vestigen. Daartegenover heeft het Westland een beperkt kantorenaanbod, wat de groei van de dienstensector remt. Daarnaast zijn de grondprijzen hoog, vergeleken met de omliggende gemeenten. Dit maakt het vestigen van nieuwe bedrijven duur.

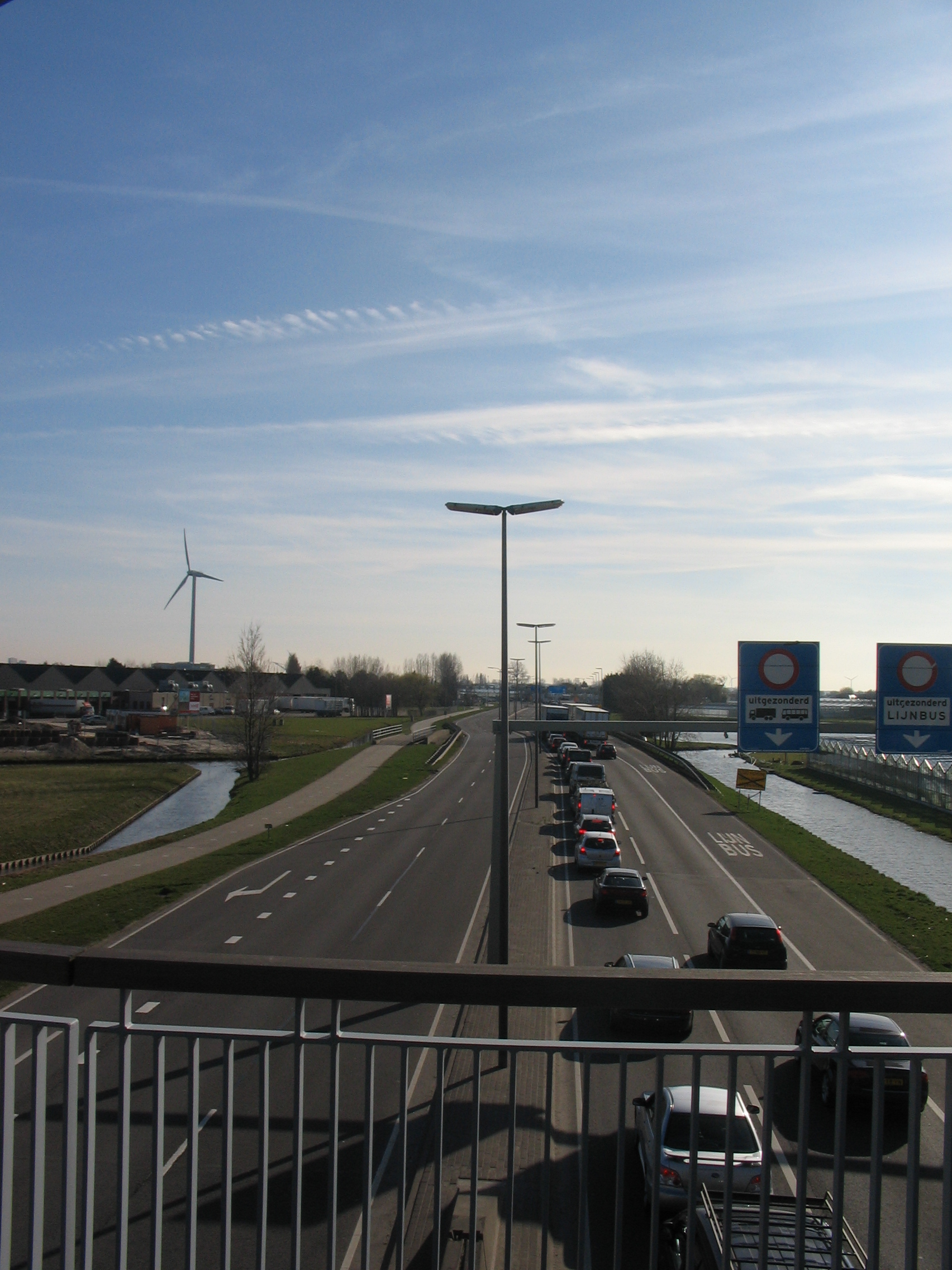
Filevorming op de N213 richting knooppunt Westerlee. Dagelijks staat het verkeer rond dit knooppunt vast.

Met het openbaar vervoer is het Westland slecht bereikbaar wat de economische ontwikkeling beperkt. Het Westland heeft geen treinstations, de dichtstbijzijnde zijn de stations van Hoek van Holland en Maassluis. Ondanks dat het Westland via het openbaar vervoer slecht bereikbaar is, is het via de auto wel goed bereikbaar wat belangrijk is voor de logistiek. Ook de ligging vlak bij de Rotterdamse haven is een pluspunt voor de regio. De laatste jaren komt die goede bereikbaarheid toch onder druk te staan, wat onder andere komt door de trage planvorming van een aantal wegen en knooppunten. Ook de economische ontwikkeling van de afgelopen jaren heeft hier aan bijgedragen.
Het werkelijke imago van de regio is anders dan het gewenste image van de regio. Veel mensen denken bij het Westland aan een plattelandsgemeente, waardoor de innovatieve en ondernemende cultuur weinig bekend is bij de hoger opgeleiden. Zij zijn echter wel van buiten nodig, om economisch te kunnen blijven groeien.
De toekomst van het Westland op economisch gebied hangt af van de ontwikkeling van de tuinbouwsector. Deze sector vertegenwoordigde in 2007 een bruto toegevoegde waarde van €1,4 miljard wat de helft is van het totaal.
Tuinders nemen een groot deel in van die €1,4 miljard, namelijk de helft. Terwijl het aantal hectare glas afneemt, neemt de toegevoegde waarde van de productiebedrijven toe door proces- en teeltinnovaties. Gesteld kan worden dat de tuinbouwgrond steeds beter benut wordt. Toch zijn er, door de krapte aan tuinbouwgrond, telers die buiten het Westland een extra bedrijf beginnen. Deze bedrijven worden vaak wel vanuit het Westland bestuurd.
Verwerkings- en distributiebedrijven zorgen voor 10% van de toegevoegde waarde. 40% van de toegevoegde waarde die in de Westlandse tuinbouwketen wordt gerealiseerd, wordt gecreëerd door toeleveringsbdrijven van bijvoorbeeld zaden, kassen of kennis. Toeleveringen van buitenlandse producten die in het Westland gedistribueerd moeten worden en producten die door toeleveringsbedrijven aan het buitenland worden geleverd, zijn niet in beschouwing genomen, waardoor de cijfers in werkelijkheid hoger zijn.

## Recente situatie
Het Westland deed het in 2007 economisch erg wisselend. De gemeente Westland had een bruto winst van € 695 miljoen, een bruto toegevoegde waarde van € 2,865 miljard, een investerend vermogen van 480 miljoen en een arbeidsvolume van 44.400 FTE. Midden-Delfland had een bruto winst van € 80 miljoen, een bruto toegevoegde waarde van € 360 miljoen, een investerend vermogen van € 60 miljoen en een arbeidsvolume van 5.600 FTE.

### Groei
Gemeente Midden-Delfland had vergeleken met andere Nederlandse gemeenten een gemiddelde economische groei. De gemeente Westland had een vergeleken met andere gemeenten een lage economische groei en komt voornamelijk door het ruimtegebrek en het lage aantal starters.
De winstgroei was in de beide gemeenten harder gegroeid dan in de rest van Nederland. Landbouw had daarbij een winstgroei van 18% en de bouwnijverheid een groei van 32,3%. Daarmee deden de beide gemeentes het goed vergeleken met Nederland.
De productiegroei in het Westland is ongeveer gelijk aan het landelijk gemiddelde. In 2007 was de bruto toegevoegde waarde met 5% toegenomen. Gemeente Midden-Delfland heeft zelfs een bovengemiddelde groei laten zien doordat de sectoren zakelijke dienstverlening, landbouw en de industrie het goed deden. In de gemeente Westland hebben deze sectoren op de landbouw na het ook goed gedaan. De bruto toegevoegde waarde van de vervoerssector daalde in de regio met 4,6% en blijft daarmee achter bij het landelijk positieve gemiddelde.
In het Westland was de groei van de investeringen in 2007 laag. Dit kwam voornamelijk doordat er in de vervoerssector met 3% weinig investeringen werden gedaan, (Nederland: 8%). De overige sectoren hadden juist een bovengemiddelde groei laten zien, maar door het grote aandeel van de vervoerssector in de economie was het gemiddelde toch laag.
De groei van het arbeidsvolume in 2007 was in de gemeente Westland laag vergeleken met de rest van Nederland. In de gemeente Midden-Delfland was deze waarde bovengemiddeld. Het aantal FTE in de zakelijke dienstverlening groeide in Midden-Delfland met 8,9% en in Westland met 7%. Het arbeidsvolume in de agrarische sector was in beide gemeenten gedaald met ongeveer 5,4%.

### Kracht
Hoewel de groei van de regio in 2007 achterbleef bij de rest van Nederland, was de economische kracht van de regio bovengemiddeld. De gemeente Westland behoorde tot de 150 meest economisch krachtige gemeentes van Nederland.
De Westlandse agrarische sector had in 2007 een relatief hoge winst geboekt vergeleken met Nederland en met het voorgaande jaar. Ook andere sectoren hebben een relatief hoge winst behaald, op de horeca na.
De investeringsratio (het percentage investeringen van de bruto toegevoegde waarde) blijkt net als de groei van investeringen achter te blijven bij het landelijk gemiddelde. Gekeken naar de investeringen per oppervlak doet de regio het wel goed, maar wanneer er wordt gekeken naar de bruto toegevoegde waarde loopt de regio achter.
De arbeidsproductiviteit in het Westland is gelijk aan de landelijke productiviteit. Gemiddeld wordt per FTE € 56.300 toegevoegde waarde geleverd, wat ongeveer € 9.600 minder is dan het landelijke gemiddelde. In de agrarische sector wordt per FTE door het intensieve karakter van deze sector € 80.000 aan waarde geleverd, tegenover een gemiddelde van € 54.000 in Nederland. In de andere sectoren blijft het Westland wat achter.